# Estación Higashi-Ikebukuro
La estación Higashi-ikebukuro (雑司が谷駅 Higashi-ikebukuro-eki?) de la Línea Yūrakuchō, es operada por Tokyo Metro, y está identificada como Y-11. Se encuentra ubicada en el barrio especial de Toshima, en la prefectura de Tokio, Japón. La estación abrió el 30 de octubre de 1974, y permite hacer transbordo con la estación Higashi-Ikebukuro-Yonchōme de la línea de tranvías Toden Arakawa.

## Sitios de interés
- Templo Gokoku
- Museo del oriente antiguo
- Edificio Sunshine 60
- Cementerio de Zoshigaya
- Edificio de la Universidad del Bienestar Social de Tokio
- Oficinas de la empresa The Maruetsu,Inc
- Oficinas de la empresa animate Ltd
- Oficinas de la empresa TOKYU HANDS INC
- Oficina de correos de Toshima
- Casa de la moneda de Japón